# 王光谦
王光谦（1962年4月—），河南镇平人，中华人民共和国政治人物，副国级领导人，清华大学土木水利学院水利水电工程系博士生导师，以及华东师范大学河口海岸学国家重点实验室学术委员会主任。現任全國政協副主席、民盟中央常务副主席。

## 生平
1978年至1982年，求学于武汉水利电力学院(今武汉大学水利水电学院)治河工程专业。1985年获清华大学水利工程硕士学位。1989年获清华大学水利工程博士学位。1990年至1992年，是中国科学院力学研究所的博士后。1992年任教于清华大学水利水电工程系。2009年荣膺中国科学院院士。2013年7月任青海大学校长。2021年10月，任清华大学副校长。
2007年12月，当选民盟常务委员。2008年，当选第十一届全国政协常务委员，代表教育界，分入第四十组。并担任人口资源环境委员会专委。2012年12月，当选民盟中央副主席。2017年12月，连任民盟中央副主席。2018年1月，当选第十三届全国政协委员。
2022年12月，当选民盟中央常务副主席。2023年3月10日，在中國人民政治協商會議第十四屆全國委員會上，当选为全国政协副主席。